# Markiz Bristol
Baronowie Hervey of Rosse 1. kreacji (parostwo Irlandii)
- 1620–1646: William Hervey, 1. baron Hervey, kreowany w 1628 r. baronem Hervey of Kidbrooke w parostwie Anglii

Hrabiowie Bristol 1. kreacji (parostwo Anglii)
- 1622–1653: John Digby, 1. hrabia Bristol, kreowany także baronem Digby of Sherborne
- 1653–1677: George Digby, 2. hrabia Bristol
- 1677–1698: John Digby, 3. hrabia Bristol

Baronowie Hervey 2. kreacji (parostwo Anglii)
- 1703–1751: John Hervey, 1. baron Hervey
- 1733–1743: John Hervey, 2. baron Hervey (writ of acceleration)

Hrabiowie Bristol 2. kreacji (parostwo Wielkiej Brytanii)
- 1714–1751: John Hervey, 1. hrabia Bristol
- 1751–1775: George Hervey, 2. hrabia Bristol
- 1775–1779: Augustus John Hervey, 3. hrabia Bristol
- 1779–1803: Frederick Augustus Hervey, 4. hrabia Bristol
- 1803–1859: Frederick William Hervey, 5. hrabia Bristol

Markizowie Bristol 1. kreacji (parostwo Zjednoczonego Królestwa)
- 1826–1859: Frederick William Hervey, 1. markiz Bristol
- 1859–1864: Frederick William Hervey, 2. markiz Bristol
- 1864–1907: Frederick William John Hervey, 3. markiz Bristol
- 1907–1951: Frederick William Fane Hervey, 4. markiz Bristol
- 1951–1960: Herbert Arthur Robert Hervey, 5. markiz Bristol
- 1960–1985: Victor Frederick Cochrane, 6. markiz Bristol
- 1985–1999: Frederick William John Augustus Hervey, 7. markiz Bristol
- 1999 -: Frederick William Augustus Hervey, 8. markiz Bristol